# T249 Vigilante
Der Flugabwehrpanzer T249 Vigilante war der Prototyp einer 37-mm-Fa-SFL. Er wurde als Nachfolger für den M42 Duster mit der 40-mm-Kanone von Bofors für die US-Armee entwickelt. Das System hatte eine sechsläufige 37-mm-Gatling-Kanone T250, die auf einer verlängerten gepanzerten M113-Wanne montiert war.

## Entwicklung
Über den T249 Vigilante und seine T250-Kanone gibt es nur spärliche Informationen. Das Konzept der Kanone wurde 1956 initiiert. Während die Entwicklung von Kanonen dieses Kalibers eigentlich vom Watervliet Arsenal übernommen werden sollte, wurde entschieden, die Springfield Armory aufgrund ihrer früheren Entwicklungserfahrung mit Gatlingkanonen kleineren Kalibers mit der Entwicklung zu beauftragen.

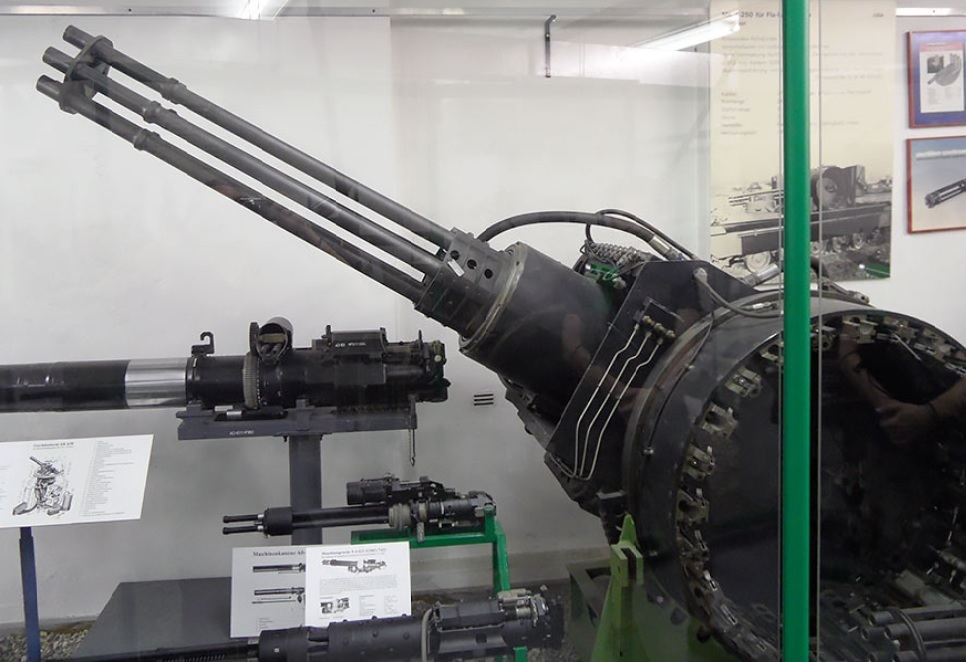
Maschinenkanone T250 in der Wehrtechnischen Studiensammlung Koblenz

Die T250 gehört zu den kaliberstärksten und größten jemals nach dem Gatling-Prinzip gebauten Maschinenkanonen. Ihre 37×219-mm-HR-Patrone basierte auf einer verkürzten 40×311-mm-R-Bofors-Patronenhülse, die ursprünglich von der Bofors 40 mm L/60 bekannt ist. Hydraulisch angetrieben, konnte die Kadenz der Waffe zwischen 120/min gegen (insbesondere stationäre) Bodenziele und 3000/min gegen Luftziele variieren. Die Waffe hatte ein 192 Schuss fassendes Trommelmagazin, was bei der Maximalkadenz von 3000/min für einen 4-Sekunden-Feuerstoß gereicht hätte.
Als die Springfielder Ingenieure 1962 ihre Arbeit beendeten, wurde die Konstruktion an Watervliet zur Produktion übergeben. Das Utah Engineering Laboratory der Sperry Corporation wurde ausgewählt, um die Integration der T250-Kanone in das modifizierte M113-Chassis zu übernehmen. Nach dem Bau von drei Prototypen wurde das Projekt nicht mehr weiterverfolgt. Anfang der 1960er-Jahre glaubte man in den USA, Maschinenkanonen hätten gegenüber Lenkraketen in der bodengebundenen Flugabwehr keine Zukunft.
Die US-Army führte ab den 1960er-Jahren den M163 Vulcan mit 20-mm-Gatling-Kanone als Flakpanzer sowie andere mit Raketen bestückte Systeme ein. Die Versuche mit 35- und 40-mm-Kalibern mit dem M247 Sergeant York blieben erfolglos. Bei der Bundeswehr wurde der M42 Duster ab Dezember 1976 durch den Flugabwehrkanonenpanzer Gepard mit zwei Kanonen im Kaliber 35 × 228 mm ersetzt.

## Museale Rezeption
Ein T249 Vigilante ist derzeit in der Air Defense Artillery Training Support Facility in Ft. Schick, Oklahoma, ausgestellt. Dieses Exemplar befand sich zuvor im US Army Ordnance Museum in Aberdeen, MD. Ein Exemplar der Maschinenkanone T250 ist im Springfield Armory Museum ausgestellt. Eine weitere Maschinenkanone befindet sich in der Wehrtechnischen Studiensammlung in Koblenz.